# 桐蔭横浜大学
桐蔭横浜大学（とういんよこはまだいがく、英語: Toin University of Yokohama）は、神奈川県横浜市青葉区にある私立大学。学校法人桐蔭学園によって運営されている。
略称は桐蔭大（とういんだい）。

## 概観

### 大学全体
2025年度現在は法学部、医用工学部、スポーツ科学部、現代教養学環の1学環3学部で構成されている。
アクティブラーニングの第一人者である溝上慎一が2020年に学長就任。2022年に溝上は桐蔭学園理事長に専念し、学習理論などを専門とする森朋子副学長が新学長に就任した。全学部の共通教育 (MAST) の導入、リベラルアーツ系の現代教養学環の新設など積極的な施策を行い、高大連携にも力を注いでいる。ペロブスカイト太陽電池の研究者でありノーベル賞候補の宮坂力が長年在籍、現代教養学環でも教壇に立つ。
法学部は公務員・法律専門職、警察官や消防官、企業ビジネス関連、一部の教職関連の免許状・資格を、医用工学部は医療職の臨床工学技士や臨床検査技師の資格を、スポーツ科学部の全学科では中・高の保健体育教員免許、スポーツ教育学科ではさらに小学校教員免許が取得できる。ほか、スポーツ関連の免許状・資格を目指すことができる。

### 建学の精神
1. 社会連帯を基調とした、義務を実行する自由人たれ。
2. 学問に徹し、求学の精神の持ち主たれ。
3. 道義の精神を高揚し、誇り高き人格者たれ。
4. 国を愛し、民族を愛する国民たれ。
5. 自然を愛し、平和を愛する国際人たれ。

### 学園訓
1. すべてのことに「まこと」をつくそう
2. 最後までやり抜く「強い意志」を養おう

上記の精神を具体化した、「個の充実」「実務家養成」「開かれた大学」「国際交流」の4つの柱を特色とし、一人ひとりの「専門性を高める」ことを大きな目標に掲げている。

### 歴代学長
- 鵜川昇（1998年～2007年）
- 小島武司（2008年～2015年）
- 佐藤宣践（2016年～2019年）
- 溝上慎一（2020年～2022年3月）
- 森朋子（2022年4月～）

## 沿革
- 1965年 - 桐蔭学園工業高等専門学校開設（機械工学科・電気工学科・工業化学科）
- 1988年 - 桐蔭学園工業高等専門学校を発展改組し、桐蔭学園横浜大学創立（工学部設置）。制御システム工学科、材料工学科の2学科体制で発足する。
- 1991年 - 桐蔭学園工業高等専門学校閉校
- 1992年 - 大学院工学研究科修士課程開設
- 1993年 - 法学部開設
- 1994年 - 桐蔭人間科学工学センター開設、大学院工学研究科博士後期課程開設。
- 1997年 - 大学院法学研究科修士課程開設。桐蔭横浜大学に改称
- 1999年 - 先端医用工学センター開設、工学部を改組（第一次）、大学院法学研究科博士後期課程開設。法学部で夜間主コースを設置。制御システム工学科、材料工学科廃止（同年4月学生募集停止）。知能機械工学科、電子情報工学科、医用工学科、機能化学工学科を新設
- 2001年 - メモリアルアカデミウム開設
- 2004年 - 大学院法務研究科（法科大学院）開設。法学部の夜間主コースを廃止。
- 2005年 - 医用工学部開設、工学部を改組（第二次）。現在の体制になる。
- 2008年 - スポーツ健康政策学部開設。スポーツ教育学科、スポーツテクノロジー学科、スポーツ健康政策学科を開設。
- 2009年 - 医用工学部改組 生命医工学科開設。
- 2010年 - 工学部学生募集停止。大学中央棟完成。
- 2012年 - 野球部が明治神宮野球大会で初優勝。
- 2014年 - 医用工学部実習棟完成
- 2015年 - スポーツ科学研究科開設
- 2016年 - 大学体育館完成
- 2022年 - 現代教養学環の新設構想（2023年入学から）を発表
- 2023年 - 現代教養学環を新設[3]

## 教育・研究

### 学部・学環
- 法学部
  - 法律学科
- 医用工学部
  - 生命医工学科
  - 臨床工学科
- スポーツ科学部（旧スポーツ健康政策学部）
  - スポーツ教育学科
  - スポーツ健康政策学科
  - スポーツテクノロジー学科（廃止）
- 現代教養学環

### 大学院
- 法学研究科
- 工学研究科
- スポーツ科学研究科

### 廃止された学部・学科・研究科
- 工学部[4]
  - 電子情報工学科
  - ロボット工学科
- 生命・環境システム工学科[5]（医用工学部）
- 法務研究科（法科大学院）- 2018年度より学生募集を停止[6]、2021年3月をもって閉校。桐蔭法務研究支援センターに改組された[7]。

## 施設
- 大学中央棟（C棟）
  - キャリア情報センター
- 法学部棟（J棟）
- 先端医用工学センター（BME棟）
- 法科大学院棟
- 大学体育館
- メモリアルアカデミウム

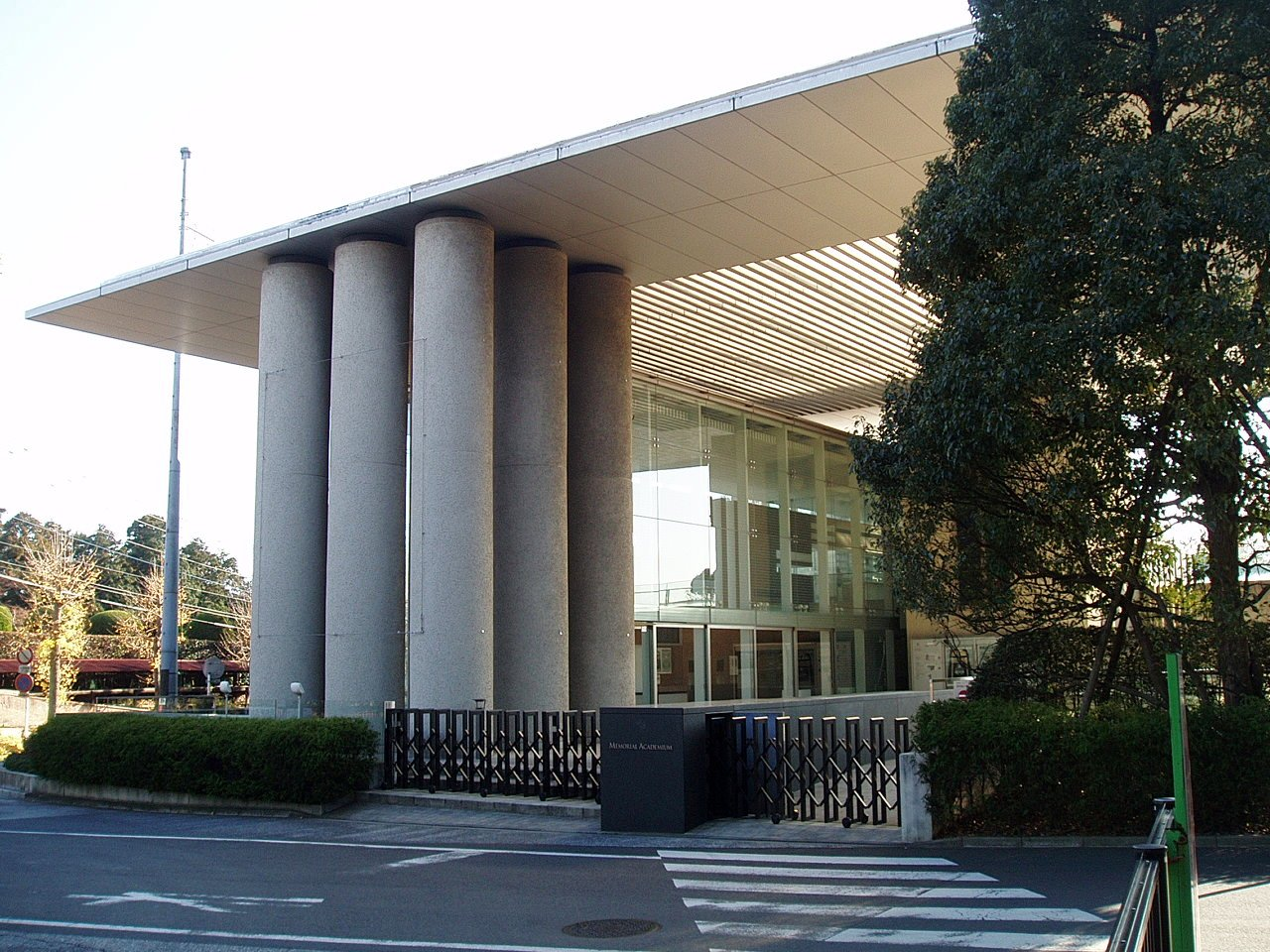
メモリアルアカデミウム

  - 横浜地方裁判所旧庁舎において陪審裁判のための法廷として使われていた「特号法廷」が移築されている。ちなみに国内で現存する陪審法廷は、本施設と立命館大学末川記念会館（京都地方裁判所の「15号法廷」が移築されている）のみ。
  - そのほか、ドイツの法学者であるフリードリヒ・カール・フォン・サヴィニーの所蔵本を収蔵した「サヴィニー文庫」、その業績を紹介する「サヴィニーミュージアム」などが設けられている。
- 大学食堂
- 交流会館

## 学園祭 ・オープンキャンパス
燦爛祭（さんらんさい）と題された学園祭が毎年9月末の土日に行われている。2022年は9月18・19日予定。オープンキャンパスは春〜秋の土日に行われる。2022年は6/11・12、7/23・24、8/20・21、10/23。

## 対外関係

### 国内
- 放送大学[8]
- 横浜市青葉区連携協定締結
  - 日本体育大学
  - 國學院大學
  - 玉川大学
  - 星槎大学
  - 横浜美術大学
- 大宮法科大学院大学 - 2012年より法科大学院の統合を行っていた。
- 神奈川県内大学間学術交流協定（大学院）

### 国外
国際・学術交流等協定校
- スタンフォード大学（アメリカ合衆国）
- ハワイ大学マノア校経済学部（アメリカ合衆国）
- 北京師範大学（中華人民共和国）
- 曲阜師範大学（中華人民共和国）
- 中国医科大学（中華人民共和国）
- 遼寧大学（中華人民共和国）
- エバーハルト・カール大学テュービンゲン法学部（ドイツ）

## 体育会
- 硬式野球部
  - 神奈川大学野球連盟に所属[9]。2006年創部[10]。
  - 2013年（平成24年）、第43回明治神宮野球大会で優勝。
- サッカー部
  - 関東大学サッカー連盟1部に所属。
  - 2016年、アミノバイタルカップで優勝。
  - 2023年、第71回全日本大学サッカー選手権大会(インカレ)、初優勝。

## 主な出身者

### 政治・行政
- 伊藤俊輔（衆議院議員）- 中央大学に編入
- 鈴木良之（官僚、弁護士、元防衛装備庁長官、元防衛研究所長）- 大学院
- 山口貴裕（政治家、厚木市長）

### スポーツ
プロサッカー選手
- 山根視来
- 山田新
- 関田寛士
- 井川祐輔
- 野上結貴
- 青木翔大
- 島崎恭平
- 石川大地
- 大泉和也
- 大﨑玲央
- 中野就斗
- 早坂勇希
- 鈴木国友
- イサカ・ゼイン
- 眞鍋旭輝
- 橘田健人

プロ野球選手
- 東明大貴
- 横山弘樹
- 齋藤友貴哉
- 渡部健人
- 吉田賢吾
- 菊地大稀
- 古謝樹
- 伊禮海斗

その他
- 尾崎早弥子（女子バスケットボール選手）
- 米谷帆芽（女子バスケットボール選手）
- 窪田真優（女子バスケットボール選手）
- 中丸彩衣（女子ラグビー選手）
- 松田恵里（女子プロボクサー）

### 芸能
- 岡部（お笑い芸人）
- ジーニー堤（ものまね芸人）
- 大郷剛（芸能プロモーター）- 中退
- DJ WATARAI（ディスクジョッキー）

## 著名な教員
- 江田憲司（衆議院議員、客員教授）
- 宮坂力（化学者）
- 涌井雅之（造園家）